# Иордаке Конта
Иордаке Конта (молд. Иордаке Конта; 1740 — 17 мая 1826) — господарь Молдавского княжества в 1802 году.

## Правление
Точные даты жизни неизвестны.
Был правителем Молдавского княжества короткое время с 19 сентября по 28 октября 1802 года в качестве логофета в числе других каймакамов.